# 内藤由治
内藤 由治（ないとう よしはる、1946年10月6日 - ）は、ポッカコーポレーション（現・ポッカサッポロフード&ビバレッジ）元社長。同社元名誉会長。セレンディップ・ホールディングス社外取締役。元セレンディップ・コンサルティング（現・セレンディップ・ホールディングス）最高顧問。愛知県豊橋市出身。
1970年名古屋大学法学部卒業後、ソニー入社。フランス、スイス駐在などを経て、1986年にポッカコーポレーション入社。1998年に社長就任。
なお、ポッカコーポレーション創業者の谷田利景は、義兄にあたる（参考文献参照）。

## 経歴
- 1970年 名古屋大学法学部卒業
- 1970年 ソニー入社
- 1986年 ポッカコーポレーション入社
- 1992年 取締役就任
- 1998年 代表取締役社長
- 2005年 代表取締役会長
- 2008年 名誉会長
- 2009年 ポッカコーポレーション退社